# Ныробское городское поселение
Ныробское городско́е поселе́ние — упразднённое муниципальное образование в Чердынском районе Пермского края Российской Федерации, существовавшее в 2004 — 2020 годах. Административный центр — рабочий посёлок Ныроб.

## История
Статус и границы городского поселения установлены Законом Пермской области от 10 ноября 2004 года № 1735—355 «Об утверждении границ и о наделении статусом муниципальных образований Чердынского района Пермского края»
В марте 2015 года власти Чердынского района обратились в краевое заксобрание с предложением укрупнить Ныробское городское поселение за счет включения в его состав Валайского и Колвинского сельских поселений, мотивируя это тем, что численность населения Валайского и Верхне-Колвинского сельских поселений в связи с закрытием располагавшихся в них ранее учреждений ГУФСИН сокращается, жители, получая сертификаты по федеральной программе «Жилище», массово выезжают в другие территории края и России. По их прогнозам в Верхне-Колвинском поселении останется максимум 20-30 человек, а на Валае с закрытием колонии-поселения останется лишь вахтовый участок, поэтому предложено переподчинить их Ныробу, в котором проживает 5,5 тыс. человек.
Законом Пермского края от 8 июня 2015 года № 497-ПК, в результате объединения Валайского сельского поселения, Колвинского сельского поселения и Ныробского городского поселения было образовано новое муниципальное образование — Ныробское городское поселение с административным центром в рабочем посёлке Ныроб.
1 января 2020 года Законом Пермского края от 25 марта 2019 года № 374-ПК Ныробское городское поселение было упразднено, все населённые пункты вошли в состав вновь образованного муниципального образования — Чердынский городской округ.

## Население
| 2010  | 2012  | 2013  | 2014  | 2015  | 2016  | 2017  |
| ----- | ----- | ----- | ----- | ----- | ----- | ----- |
| 5999  | ↘5765 | ↘5694 | ↘5571 | ↘5419 | ↗6495 | ↘6351 |
| 2018  | 2019  |       |       |       |       |       |
| ↘6167 | ↘6038 |       |       |       |       |       |

## Состав городского поселения
В 2013 году Ныробское городское поселение включало 14 населённых пунктов.
| №  | Населённый пункт | Тип населённого пункта                  | Население |
| -- | ---------------- | --------------------------------------- | --------- |
| 1  | Адамово          | деревня                                 | 0         |
| 2  | Анфимово         | деревня                                 | 1         |
| 3  | Березово         | деревня                                 | 4         |
| 4  | Большой Кикус    | село                                    | 8         |
| 5  | Булдырья         | посёлок                                 | 111       |
| 6  | Булыга           | посёлок                                 | 0         |
| 7  | Вижаиха          | посёлок                                 | 111       |
| 8  | Искор            | село                                    | ↘155      |
| 9  | Карпичева        | деревня                                 | 20        |
| 10 | Колва            | посёлок                                 | 41        |
| 11 | Малый Кикус      | деревня                                 | 1         |
| 12 | Марушева         | деревня                                 | 23        |
| 13 | Ныроб            | рабочий посёлок, административный центр | ↘3220     |
| 14 | Рожнево          | деревня                                 | 1         |